# Relaciones Estados Unidos-San Cristóbal y Nieves
Las relaciones Estados Unidos-San Cristóbal y Nieves son las relaciones diplomáticas entre Estados Unidos y San Cristóbal y Nieves.

## Historia
Desde que San Cristóbal y Nieves alcanzó su plena independencia en 1983, las relaciones con los Estados Unidos han sido amistosas. Alexander Hamilton, un importante líder en la fundación de los Estados Unidos, nació en Charleston, Nevis. Los Estados Unidos buscan ayudar a San Cristóbal y Nieves a desarrollarse económicamente y ayudar a fortalecer su forma de gobierno moderada,  democrática y parlamentaria. San Cristóbal y Nieves es un beneficiario de los EE. UU. Iniciativa de la Cuenca del Caribe. La asistencia de los Estados Unidos se canaliza principalmente a través de agencias multilaterales como el Banco Mundial y el Banco de Desarrollo del Caribe (BDC), así como la oficina USAID en Bridgetown (Barbados). Además, St. Kitts y Nevis se beneficia de los ejercicios militares de EE. UU. Y los proyectos de construcción de acción cívica humanitaria.
San Cristóbal y Nieves se encuentra estratégicamente ubicado en las Islas de Sotavento, cerca de las rutas marítimas de mayor importancia para los Estados Unidos. La ubicación de San Cristóbal y Nieves cerca de Puerto Rico y las Islas Vírgenes de los Estados Unidos hace que la federación de dos islas sea atractiva para narcóticos traficantes. Para contrarrestar esta amenaza, el Gobierno de St. Kitts y Nevis coopera con los Estados Unidos en la lucha contra los narcóticos ilegales. En 1995, el Gobierno firmó un tratado de aplicación de la ley marítima con los Estados Unidos, que luego se enmendó con una enmienda de sobrevuelo / orden a la tierra en 1996. San Cristóbal y Nieves también firmó un tratado actualizado extradición con los Estados Unidos en 1996, y un tratado de asistencia jurídica mutua en 1997.
San Cristóbal y Nieves es un popular destino turístico estadounidense. A raíz de los ataques del 11 de septiembre de 2001, el turismo disminuyó, pero las islas han visto un número creciente de visitantes en los últimos años. Menos de 1,000 ciudadanos de los EE. UU. Residen en la isla, aunque los estudiantes y el personal de la Escuela de Medicina Veterinaria de la Universidad de Ross y la Universidad médica de las Américas constituyen una población significativa de ciudadanos de los EE. UU.
Los principales funcionarios de la Embajada de los Estados Unidos incluyen:
- Embajador - Mary M. Ourisman

## Embajadas
Los Estados Unidos no tienen presencia oficial en San Cristóbal y Nieves. El embajador y los oficiales de la embajada residen en Barbados y viajan con frecuencia a San Cristóbal y Nieves. Sin embargo, un agente consular de los Estados Unidos que reside en la Isla Antigua ayuda a los ciudadanos de los Estados Unidos en St. Cristóbal y Nieves.